# غانية الإسكندرية
رواية غانية الإسكندرية هي الترجمة العربية لرواية Thaïs التي كتبها سنة1890 الأديب الفرنسي أناتول فرانس الحائز على جائزة نوبل للأدب1921،ترجمها قاسم غنّي،ونُشرت ترجمته عن مطبعة دار الطباعة الحديثة في طهران.

## نبذة عن الرواية
تدور أحداث الرواية في القرن الرابع الميلادي، وتُجسّد الصراع الداخلي للراهب بافنوتيوس الذي يسعى إلى هداية الغانية الجميلة تاييس ،أشهر نساء الإسكندرية التي أفسدت شبابها، من حياة اللهو إلى طريق الزهد والتوبة. لكن بعد أن ينجح في تحويلها إلى قديسة، يُدرك متأخرًا أنه كان واقعًا في حبها، وأن سعيه الروحي كان مشوبًا بالرغبة المكبوتة، مما يُفضي إلى أزمة وجودية عميقة.

## شخصيات الرواية
- بافنوتيوس: راهب متنسك يعيش في صحراء مصر، يُقرّر أن يُخلّص الغانية تاييس من حياة اللهو، لكنه يكتشف لاحقًا أن دوافعه الروحية كانت مشوبة بالرغبة المكبوتة، مما يُفضي إلى أزمة وجودية عميقة.
- تاييس: ممثلة جميلة وغانية مشهورة في الإسكندرية، تُجسّد الجمال الجسدي والرغبة، لكنها تتحوّل لاحقًا إلى قديسة بعد أن تتوب وتعتزل حياة اللهو، لتصبح رمزًا للتطهر الروحي.
- الأسقف: شخصية دينية ثانوية تُشارك في تحويل تاييس إلى الحياة الرهبانية، ويُمثّل السلطة الروحية الرسمية في الرواية.
- الرهبان الصحراويون: يظهرون كمجتمع زاهد يعيش في عزلة، ويُجسّدون التناقض بين الزهد الحقيقي والتزمت المتكلّف.

## اقتباسات من الرواية
"كلما نظرتُ إليها، شعرتُ أنني أُصلي، وأن الجمال يمكن أن يكون صلاة." يُعبّر عن كيف يتحوّل الجمال الجسدي إلى تجربة روحية، ويُبرز التداخل بين الرغبة والتقديس.
"القديسون لا يعرفون أنهم قديسون، كما أن الخطاة لا يعرفون أنهم خطاة، فكلٌّ يسير في طريقه دون أن يرى نفسه." – يُجسّد فلسفة فرانس حول الإدراك الذاتي والازدواجية الأخلاقية.
"أردتُ أن أخلّصها، فهلكتُ أنا." يُلخّص مأساة الراهب بافنوتيوس، الذي سعى إلى تطهير تاييس، لكنه سقط في حبها، مما يُبرز التناقض بين النية والنتيجة.
"الإنسان لا يعرف نفسه إلا حين يُحب، فالحب مرآة تكشف ما خفي من الروح." يُعبّر عن كيف يُعيد الحب تشكيل الذات، ويُبرز هشاشة الراهب أمام فتنة الجمال.
"القداسة ليست في الهروب من الجسد، بل في فهمه دون أن يُستعبدنا." يُجسّد رؤية فرانس النقدية للتزمت، ويُعيد تعريف الطهارة من منظور إنساني.

"كل ما ظننته نورًا كان وهجًا من نار الرغبة، وكل ما حسبته صلاة كان همسًا من القلب لا يعرف السكون." يُبرز التداخل بين الروح والجسد، ويُعبّر عن الانحدار النفسي لبافنوتيوس.

## أسلوب الرواية
تتميّز رواية غانية الإسكندرية (Thaïs) للأديب الفرنسي أناتول فرانس بأسلوب سردي يجمع بين السخرية الفلسفية والتأمل الروحي، حيث يُوظّف الكاتب لغة شاعرية دقيقة تُبرز التوترات النفسية والروحية لشخصياته، خاصة الراهب بافنوتيوس والغانية تاييس. يعتمد فرانس على الرمزية والتناقضات الأخلاقية ليُجسّد الصراع بين الجسد والروح، ويُقدّم رؤية نقدية للتزمت الديني من خلال سرد داخلي يُحلّل دوافع الشخصيات ويُبرز هشاشتها الإنسانية. كما يُستخدم الحوار بأسلوب جدلي يُعيد التفكير في مفاهيم الطهارة والخطيئة، مما يجعل الرواية تأملًا فلسفيًا في طبيعة الإنسان، بأسلوب ساخر وذكي يُعيد تشكيل الأسطورة المسيحية في قالب أدبي حداثي.

## غانية الإسكندرية من الرواية إلأى الأبرا

ملصق تاييس

هذه الرواية للأديب الفرنسي أناتول فرانس تُعد من أبرز الأعمال الأدبية التي ألهمت الفنون الكلاسيكية، حيث تحوّلت إلى أوبرا شهيرة تحمل نفس الاسم من تأليف الموسيقي الفرنسي جول ماسينيه عام 1894، وقد عُرضت لأول مرة في دار الأوبرا بباريس، وتُجسّد الأوبرا الصراع الروحي والوجداني للراهب بافنوتيوس الذي يسعى إلى هداية الغانية تاييس، قبل أن يكتشف أنه واقع في حبها، مما يُفضي إلى مأساة وجودية؛ وتتميّز الأوبرا بمقطوعتها الموسيقية Méditation التي تُعزف بين المشاهد أعمال الكمان المنفرد، كما ألهمت الرواية لوحات فنية وأعمالًا رمزية في الفن التشكيلي الأوروبي، مما يُبرز تأثيرها العميق في التعبير عن ثنائية الجسد والروح في الثقافة الغربية.